# Авдеев, Пётр Афанасьевич
Пётр Афана́сьевич Авде́ев (1929—2008) — проходчик горных выработок шахты № 3-ц комбината «Приморскуголь» Министерства угольной промышленности СССР. Герой Социалистического Труда (1971).

## Биография
Родился 15 октября 1929 года в Дальневосточном крае (ныне — Пожарский район Приморского края). По национальности русский.
Трудовую деятельность начал в раннем возрасте. В 1947 году окончил горно-промышленную школу, после чего начал работать проходчиком на шахте № 3-ц («Дальневосточная») в городе Артём. Тридцать три года проработал проходчиком выработки, пятнадцать лет — ремонтным крепильщиком, два года — экспедитором. В 1956 году стал бригадиром: возглавляемая им проходческая бригада считалась одной из лучших в комбинате (с 1974 года — производственном объединении) «Приморскуголь». В 1965 году бригаде П. А. Авдеева удалось поставить рекорд, пройдя 132 метра двухпутевого штрека. Через год она установила дальневосточный рекорд по проходке штрека по твёрдым породам, пройдя 151 метр электровозного штрека. Опыт П. А. Авдеева положил начало движению скоростных проходческих бригад. За успехи в выполнении заданий плана восьмой пятилетки (1966—1970 гг.) Указом Президиума Верховного Совета СССР от 22 января 1971 года коллектив шахты № 3-ц был награждён орденом «Знак Почёта».
Указом Президиума Верховного Совета СССР от 30 марта 1971 года за выдающиеся успехи в выполнении заданий пятилетнего плана по развитию угольной и сланцевой промышленности и достижение высоких технико-экономических показателей Петру Афанасьевичу Авдееву было присвоено звание Героя Социалистического Труда с вручением ордена Ленина и золотой медали «Серп и Молот».
В 1997 году П. А. Авдеев вышел на пенсию. Жил в Артёме, где и умер 14 марта 2008 года. Похоронен на Шевелевском кладбище.
Неоднократно избирался депутатом Приморского краевого и Артёмского городского Советов депутатов трудящихся.

## Награды
- Герой Социалистического Труда (30.03.1971)
- орден Ленина (30.03.1971)
- орден Трудового Красного Знамени (9.03.1966)
- медали СССР, в том числе
  - медаль «За трудовое отличие» (16.04.1957)
- Заслуженный шахтёр РСФСР
- знак «Шахтёрская слава» трёх степеней
- Почётный гражданин Артёма (1996)

## Память
Имя П. А. Авдеева присвоено одной из улиц Артёма.